# Ильмановка
Ильмановка — железнодорожный разъезд в Оленинском муниципальном округе Тверской области.

## География
Находится в юго-западной части Тверской области на расстоянии приблизительно 11 км на запад по прямой от административного центра округа поселка Оленино у железнодорожной линии Москва-Рига.

## История
Открыт  в 1912 году. До 2019 года входил в состав ныне упразднённого Мостовского сельского поселения.

## Население
Численность населения: 6 человек (русские 100 %) в 2002 году, 5 в 2010.